# Солянка (Вармінсько-Мазурське воєводство)
Солянка (пол. Solanka, нім. Salzbach) — село в Польщі, у гміні Сроково Кентшинського повіту Вармінсько-Мазурського воєводства.
Населення — 320 осіб (2011).
У 1975-1998 роках село належало до Ольштинського воєводства.

## Демографія
Демографічна структура станом на 31 березня 2011 року:
|          | Загалом | Допрацездатний вік | Працездатний вік | Постпрацездатний вік |
| -------- | ------- | ------------------ | ---------------- | -------------------- |
| Чоловіки | 156     | 34                 | 111              | 11                   |
| Жінки    | 164     | 41                 | 92               | 31                   |
| Разом    | 320     | 75                 | 203              | 42                   |